# Burjassot (kommun)
Burjassot är en kommun i Spanien.   Den ligger i provinsen Província de València och regionen Valencia, i den östra delen av landet, 300 km öster om huvudstaden Madrid. Antalet invånare är 38 175. Arean är 3,4 kvadratkilometer. Burjassot gränsar till Valencia, Godella och Paterna. 
Terrängen i Burjassot är platt.